# Полоцкий, Борис Евсеевич
Борис Евсеевич Полоцкий (род. 27 апреля 1947, Москва) — хирург-онколог, доктор медицинских наук, профессор, Лауреат государственной премии Российской Федерации за 2001 год, Заслуженный врач Российской Федерации (2002).
Родители — Евсей Самойлович Полоцкий (1917—1998) и Анна Израилевна Полоцкая (в девичестве Серебрянская, 1919—1999).
В 1972 году окончил 1-й Московский медицинский институт имени И. М. Сеченова. С 1972 по 1974 годы обучался в ординатуре Московского городского онкологического диспансера, а с 1976 по 1979 годы — в аспирантуре на базе торакального отделения Всесоюзного онкологического научного центра.
Ведущий научный сотрудник отделения хирургического торакального торако-абдоминального отдела Российского онкологического научного центра имени Н. Н. Блохина РАМН.

## Профессиональная деятельность
- 1980 год — Борис Евсеевич подготовил и защитил кандидатскую диссертацию на тему: «Злокачественные опухоли средостения» и с тех пор работает в торакальном отделении Онкологического научного центра.
- 1988 год стал ведущим научным сотрудником торакального отделения Онкологического научного центра,
- 1995 год — подготовил и защитил докторскую диссертацию на тему: «Хирургическое лечение немелкоклеточного рака легкого» и опубликовал монографию: «Рак легкого»,
- 2000 год присвоено звание профессора.
- Под руководством Б. Е. Полоцкого защищено 14 кандидатских и докторских диссертаций.
- Благодаря Полоцкому на базе Онкоцентра создана школа торокальной хирургии на бронхах и трахее, впервые в мире академик Михаил Давыдов, возглавляющий Онкоцентр, и Полоцкий провели пересадку трахеи и бронхов из донорского биоимплантата[2].

## Награды и премии
- Орден Дружбы (18 июня 2021) — за заслуги в области здравоохранения и многолетнюю добросовестную работу
- Лауреат Государственной премии Российской Федерации в области науки и техники за 2001 год — за работу «Хирургическое лечение сочетанных сердечно-сосудистых и онкологических заболеваний»

### Интервью
- Интервью Марине Катыс в программе «Профессия — Врач». — о специальности — онколог
- Интервью с профессором Борисом Полоцким. Рак легкого.09.04.2008 г (недоступная ссылка)

### О нём
- Вице-президент МОТО по хирургическому лечению: Борис Евсеевич Полоцкий.
- Полоцкий Борис Евсеевич  Архивная копия от 8 августа 2016 на Wayback Machine